# Therobia tristis
Therobia tristis är en tvåvingeart som först beskrevs av Seguy 1926.  Therobia tristis ingår i släktet Therobia och familjen parasitflugor. Inga underarter finns listade i Catalogue of Life.